# I've
I've（アイブ、アイヴ）は、北海道札幌市に本拠地を置く音楽制作プロダクション。雑誌媒体などでは音楽クリエイターチーム、サウンドチームと紹介されることが多い。

## 概要
美少女ゲーム、テレビアニメ、映画などの主題歌やBGMを制作している他、所属ボーカリストのオリジナルCDやコンピレーションアルバムの発表、CMへの楽曲提供など幅広く活動している。また、外部のボーカリストやクリエイターとのコラボレーション活動、楽曲提供なども行っている。
I'veが手掛ける楽曲（I've Soundと呼ばれる）は主にトランスをベースとした打ち込みサウンドが多いが、クリエイターそれぞれが持つ個性と、タイアップ先の作品のイメージを尊重する手法によって、ポップな楽曲からハードなロックテイストの楽曲、ダンスチューン、バラードや電波ソングまで非常に幅広い楽曲を生み出している。I'veが音楽もしくは主題歌を担当したゲームのパッケージには、そのことを表すロゴマークが付くことがある。
NBCユニバーサル・エンターテイメントジャパンと提携しており、基本的に所属ボーカリストのシングルやアルバムといったメジャー流通のCDは同社からリリースしている。また、I'veの所属事務所でインディーズレーベルでもあるFUCTORY Recordsからリリースする作品も存在する。
結成初期からビジュアルアーツに所属しており、同社所属のゲームブランドへの楽曲提供は数多く行われている。FUCTORY Recordsがリリースする「I've Girls Compilation」シリーズなどのインディーズCDは、ビジュアルアーツのPC流通ルートを通して販売される。この場合、基本的にFUCTORY Recordsが担当するのはCD製作のみで、発売・販売元はビジュアルアーツとなる。また、コミックマーケットではビジュアルアーツのブースに出店している。
シングルなどは発売日予定日に発売されるが、アルバムは発売延期になることが多い。（例としてI'veのコンピレーションアルバム『COLLECTIVE』は6月発売予定が9月に延期、KOTOKOの3rdアルバム『UZU-MAKI』は11月発売予定が12月になったことがある。また、MELLのファーストアルバム『MELLSCOPE』は当初7月9日発売予定が8月6日に延期、更にその後8月20日に再延期となった。）
2008年からはiTunes Storeで楽曲配信もスタート。

## I'veの歴史
各クリエイターやボーカリストの活動については個々のページを参照
I'veが活動を開始したのは1998年である。当初はI'veの名称は使われず、通信カラオケの音源制作や『Dancemania』シリーズの作曲などを手掛ける傍ら、北海道のゲームブランドに楽曲を提供していた。"I've"として結成された当時のメンバーは高瀬一矢、一法師康孝、中沢伴行、永田善也、板垣直基、三上誠一の6名。
I'veという名称は、1998年の秋に『Lips〜笑顔の行方〜』というPCゲームを制作しようとして、そのブランド名として使われたのが最初である。主人公は「LIPS」というアイドルグループのマネージャーとなり、女子高生や女子大生といった3人の女性メンバーを、一流のアイドルに成長させるために指導する。なお、結局このゲームは制作中止となり、世に出ることはなかった。1999年2月5日に発売されたPCゲーム『吐溜 -TRASH-』のエンディングテーマ2曲「FUCK ME」と「美しく生きたい」および同作品のBGMに、初めて"I've Sound"の表記が使われた。
高瀬一矢は稼ぐ手立てを得るために美少女ゲーム音楽への参入を決めたと2021年のCOSIOとのインタビューの中で話している。ファクトリーレコーズは音楽制作会社のため、美少女ゲーム業界に参入する手立てがなく、紆余曲折の末、ビジュアルアーツに販売を担当していただくことで美少女ゲーム業界に参入した。その後、『Lips〜笑顔の行方〜』の開発をスタートさせたが、会社の経営状態が当時あまり良くなかったため、開発を中止して、短期間で開発できる『吐溜 -TRASH-』を制作することになった。
1999年6月4日にKeyより発売され大ヒットしたPCゲーム『Kanon』のオープニングテーマ「Last regrets」とエンディングテーマ「風の辿り着く場所」の編曲を高瀬一矢が担当。1999年12月24日に発表した初のコンピレーションアルバム『regret』に先の2曲が収録され、PCゲームファンの間でI'veの名が知られるようになる。以来、それまでにゲームに提供してきた楽曲の一部を、オリジナル曲やリミックス曲と共に「I've GIRL's COMPILATION」としてアルバムに収録して発表する、現在まで続くスタイルが確立される（#ディスコグラフィー参照）。
2002年にはテレビアニメ『おねがい☆ティーチャー』の主題歌とBGM、『シスター・プリンセス RePure』ストーリーズのBGMを担当。それによってアニメファンの間でもI'veの名が広がり始め、以来PCゲームのみならずテレビアニメにも楽曲を提供するようになる。また、この頃にはインターネット上を中心に"謎の音楽集団"と形容されるようになり、ファンによるウェブサイトが次々と開設され、I've Soundというブランドを確固たるものとしていた。
2003年11月27日、秋葉原アソビットシティにて、I'veとしての初イベントとなるアルバム『SHORT CIRCUIT』の発売記念イベントが開催された。このイベントには高瀬一矢、KOTOKO、詩月カオリが参加した。ライブイベントではなくトークイベントという形式で行われた。
2004年4月21日、ジェネオン エンタテインメント（現NBCユニバーサル・エンターテイメントジャパン）にてKOTOKOがアルバム『羽-hane-』でメジャーデビュー。続く2005年2月23日に、川田まみがシングル『radiance』で、同年3月16日には、島みやえい子がミニアルバム『ULYSSES』でメジャーデビュー。さらに2006年6月14日に、MELLがシングル『Red fraction』で、同年7月14日に、C.G mixがアルバム『in your life』で、2007年8月1日、詩月カオリがシングル『Shining stars bless☆』で次々とメジャーデビューを果たした。
2005年6月8日、I'veとしては初のコマーシャルソングを担当。タイアップ企業はドワンゴで、楽曲はKOTOKOの「421-a will-」が使用された。
2005年10月15日、日本武道館にて初のライブ『I've in BUDOKAN 2005 〜Open the Birth Gate〜』を開催。約7500人の観客を動員。2006年6月23日には、このライブの模様を収録したDVDを発売。しかし、このDVDは音声品質にクレームが相次ぎ、11月10日、そのクレームに対応する形で『I've in BUDOKAN 2005 〜COMPLETE EDIT〜』が発売されている。初版との交換も可能であったが、12月10日に店頭での交換期間が終了。
2007年4月21日、全国ロードショーされた劇場版アニメ『灼眼のシャナ』が公開された。その主題歌「天壌を翔る者たち」をI'veの女性ボーカリスト5名で結成されたスペシャルユニットLove Planet Fiveが担当。I've初の劇場映画作品への楽曲提供となった。
2007年7月14日から7月16日まで、アルバム『SHORT CIRCUIT II』の発売記念トーク&握手会を開催。14日は大阪・TBホール。15日は名古屋・スペースD。16日は東京・発明会館ホール。応募方法は前作『SHORT CIRCUIT』の発売記念イベントのように、整理券の配布はなく、『SHORT CIRCUIT II』に同封されていたハガキによる応募するという形になった。また、同年7月21日、限定ライブ『SHORT CIRCUIT II Premium Show IN TOKYO』を「東京・新木場STUDIO COAST」にて開催。出演者はKOTOKOと詩月カオリの2名。
2008年2月2日、全国ロードショーにて映画『リアル鬼ごっこ』が公開され、その同名主題歌をKOTOKOが担当し、1月15日には完成試写会（於・スペースFS汐留）で舞台挨拶を行った。I've初の実写作品への楽曲提供となった。その後、川田まみが映画『お姉チャンバラ THE MOVIE』、島みやえい子が映画『ひぐらしのなく頃に』、MELLが映画『斬 〜KILL〜』の主題歌をそれぞれ担当している。
2008年7月19日、台湾の国立台湾芸術大学にてライブ『SHORT CIRCUIT II Premium Show IN TAIWAN』を開催。
2008年9月24日、ジェネオン エンタテインメントより、メジャーにて初となるコンピレーションアルバム『master groove circle』を発売。これまでのコンピレーションアルバムとは違い、I'veがメジャーレーベルで発売した楽曲をDeep ForestやG.M.S.といったアーティスト（サイケデリックトランスのクリエイターが中心）がリミックスしたアルバムとなっている。
2009年1月1日、翌日のライブ『I'VE in BUDOKAN 2009 〜Departed to the future〜』の前夜祭として『I've 10th Anniversary Museum in TOKYO FM HALL』が東京半蔵門・TOKYO FM HALLにて開催。
このイベントではI've所属のボーカリストたちの写真・衣装展示やプロモーションビデオ・メッセージ・ライブ映像の放映が行われた。
本イベントは、武道館前に特設テントを設置して開催される予定であったが、翌日の武道館ライブ設営のための重機や資材などを運び込む影響から直前に会場が変更された。
2009年1月2日、2度目の日本武道館ライブ公演『I'VE in BUDOKAN 2009 〜Departed to the future〜』を開催。I'veが誕生して10周年を記念するイベント。ゲストとしてブルーマングループ、エリック・ムーケ、IKU、マーティ・フリードマン、森岡賢、田中"Machine"康治が登場した。
2009年3月25日、I've結成10周年を記念したスペシャルCDボックス『I've Sound 10th Anniversary 「Departed to the future」Special CD BOX』を発売。
2011年4月29日、Larval Stage Planningがシングル『君+謎+私でJUMP!!』にて大手レコード会社「Lantis」よりメジャーデビューを果たすことが発表された。I'veのボーカリストがジェネオン・ユニバーサル・エンターテイメントジャパン以外のレコード会社からメジャーデビューすることは、これが初となる。
2011年6月29日、島みやえい子が同日発売のベストアルバム『E.P.S -Eiko PRIMARY SELECTION-』の発売を以て、I'veを卒業。
2011年7月1日、I'veサウンド・クリエイターのオフィシャルファンクラブ「IVE's」が発足。
2011年8月1日、 KOTOKOがI'veより独立し、プライベートオフィスである合同会社Orpheecoへの移籍を発表した。
2012年6月29日、I've初のベストアルバム『G.C.BEST I've GIRL's COMPILATION BEST』と『オマイラBEST -SHORT CIRCUIT BEST-』を発売。収録曲はそれぞれ「I've GIRL's COMPILATION」と「SHORT CIRCUIT」のシリーズの中から、I've公式サイト上で行われたファン投票によって選抜された上位人気楽曲で構成された。
2012年7月29日、ビジュアルアーツ創立20周年を記念して横浜アリーナで開催されたライブイベント『ビジュアルアーツ大感謝祭LIVE 2012 in YOKOHAMA ARENA ～きみとかなでるあしたへのうた～』に出演。
2013年2月21日、詩月カオリがI've卒業を発表。
2013年3月20日、MELLが同日発売のベストアルバム『Entrust 〜the name of MELL〜』の発売を以て、I'veを卒業。同時に音楽活動を休止することを発表した。
2014年4月27日、幕張メッセ国際展示場で開催された『ニコニコ超会議3』内で実施された音楽ライブイベント『超音楽祭2014 ～超会議3～』にI've Special Unitとして出演。
2015年3月15日、I've結成15周年を記念した集大成ライブイベント『IVE RADICAL ENSEMBLE of 15th ANNIVERSARY』を東京ドームシティホールにて開催。それに合わせて、同ライブイベントに出演した歴代の女性ボーカリスト12名による、初の全曲書き下ろしの新曲を収録したコンピレーションアルバム『The Time 〜12 Colors〜』を年末のコミックマーケットにて発売。
2015年4月7日と2016年1月18日に、それぞれYouTubeとニコニコチャンネルにて公式動画配信チャンネル「IVE official Channel」を開設。
2016年1月24日、川田まみが年内での歌手活動引退を発表。これを以てI'veの活動初期から所属していた女性ボーカリストが全員卒業する形となった。
2017年8月1日、初期メンバーの一人である中沢伴行がI've卒業・独立を発表。
2018年2月3日、NBCユニバーサル・エンターテイメントジャパンがアニメ制作事業25周年を記念し、さいたまスーパーアリーナにて開催されたアニソン・ライブイベント『NBCUniversal ANIME×MUSIC FESTIVAL』にI've SPECIAL UNITとしてIKUと高瀬一矢が出演。
2019年1月1日、柚子乃が同年3月31日を以ってI've卒業を発表。
2019年7月31日、桐島愛里がアーティスト契約終了に伴いLarval Stage Planningが活動終了。I'veも退所。
2020年8月10日、Leinaが同年8月を以ってI've卒業を発表。
2021年4月、I've結成20周年を記念し、2012年12月を以って活動停止状態となっていたKOTOKOとI'veクリエイターによるパンク・ロックバンド"Outer"の復活が発表された。6月23日にはメジャーデビュー作品となる1stスタジオ・アルバム『Rebellious Easter』がNBCユニバーサル・エンターテイメントジャパンより発売、7月4日には東京・豊洲PITにて一夜限りの復活ライブ『Outer one-night stand GIG "Rebellious Easter"』が開催された。
2022年12月15日、2002年からのウェブサイト（www.ive.mu）を新たなウェブサイト（ive-sound.jp）へリニューアル。

## 所属事務所
FUCTORY Records
有限会社ファクトリーレコーズ（本社：北海道札幌市白石区菊水上町、法人番号：4430002016823）。
由来はイギリスのインディーズレーベルである「Factory Record」と「FUCK」から。代表取締役は高瀬一矢。

## スタッフ

### クリエイター
高瀬一矢（たかせ かずや）
初期メンバーの一人で、サウンド・クリエイター兼I'veの代表取締役。
多くの代表的楽曲の作曲・編曲を手掛け、I've初期の楽曲については作詞も担当。
楽曲を提供する際に自身で仮歌を担当したり、レコーディングにコーラスとして参加することもある。
C.G mix（しーじーみっくす）
2001年から参加。
ノリの良いダンス・ポップ系の楽曲や電波ソングの作曲・編曲を得意とするサウンド・クリエイターで、2003年からはボーカリストとしても活動している。
なお、活動名のC と G の間はカンマではなくピリオドで、G と mix の間にピリオド等は入れない。
NAMI（なみ）
2010年から舞崎なみ名義でボーカリストとしてI'veに参加し、2014年4月からサウンド・クリエイターに転向。
2020年現在、I'veで唯一の女性クリエイターであり、歴代のI'veクリエイターでは最年少。

### その他のスタッフ
小林拡幸（こばやし ひろゆき）
I'veの広報・アーティストマネージャー。他にもグラフィックやイラスト、ツアードライバー、司会などを幅広く担当。
I've内では随一のコンピューターエキスパートでもある。愛称は「K林さん」。
吉田晴彦（ハリー吉田）（よしだ はるひこ）
I'veのアーティストマネージャー。FUCTORY recordsのロサンゼルスオフィスに勤務。
ライブでのドラム演奏を担当し、一部楽曲では作詞も手掛けている。
木村聡恵（きむら さとえ）
I'veのデスクマネージャー。

## 脱退したスタッフ
中沢伴行（なかざわ ともゆき）
初期メンバーの一人で、サウンド・クリエイターとしてI've結成時から参加。
高瀬と共に多くの代表的楽曲の作曲・編曲を担当し、ボーカル曲以外にBGMも手掛けていた。
2017年7月末日を以てI'veを卒業・独立することを発表。
井内舞子（いうち まいこ）
2002年から外注クリエイターとして参加し、2013年からI'veに正式加入。
BGMを中心にボーカル曲の作曲・編曲も数多く担当し、2005年前後までは羽越実有（うえつ みう）の名義で活動していた。
現在はI'veには所属しておらず、再び外注スタッフとしての参加に留まっている。
尾崎武士（おざき たけし）
1999年からギタリストとして参加。別名義にTAKESHIがある。
多くの楽曲のギターアレンジを手掛け、ライブやレコーディングではギター演奏を担当。
2011年からはサウンド・クリエイターとして単独での作曲・編曲も行っていたが、現在はI'veには所属していない。
中坪淳彦（なかつぼ あつひこ）
サウンド・クリエイターとして2000年から参加。
主にテクノ系の楽曲や既存の楽曲のリミックスを担当。2005年の武道館ライブの少し前にI'veから脱退。
音楽制作レーベル「TTB Studio」代表であり、FISH TONEという名義でも活動している。
wata（わた）
外注クリエイターとしてBGMでは2000年から、ボーカル曲では2002年から参加。
作曲・編曲をはじめ作詞やギターアレンジなども手掛けていたが、現在はI'veからは退いている。
永田善也（ながたよしや）
初期メンバーの一人でBGMや一部楽曲の作詞などを担当していたが、現在はI'veから脱退し、作家として活動している。
DOLLY（どりー）
外注クリエイターとして2002年頃まで小動物と共同でBGMを担当していた。現在はI'veに関わっていない。
小動物（こゆるぎもの）
外注クリエイターとして2002年頃までDOLLYと共同でBGMを担当していた。現在はI'veに関わっていない。
三上誠一（みかみ せいいち）
初期メンバーの一人。事務のほか一部楽曲の作詞なども手掛けていたが、現在はI'veから退いている。
辻内富久子（つじうち ふくこ）
アーティストマネージャーとして2005年から2008年の3年間務めていたが、2008年10月17日に退職した。
東美代子（あずま みよこ）
I'veのCDのジャケットデザインなどを手掛けていた。
一法師康孝（いっぽうし やすたか）
初期メンバーの一人。高瀬一矢と共にI'veの代表取締役を務めていた。
板垣直基（いたがき なおき）
初期メンバーの一人。トータルマネージャーとして、主に広報活動や人事管理などを担当していた。2017年7月にI'veを退社。
歴史好きとして知られ、愛称は「将軍」。

## 歌手

### ソロボーカル
IKU（いく）
2008年に高瀬一矢のプロデュースによってシングル『音のない夜空に/木の芽風』にてメジャーデビュー。
当初はゲストボーカルとしての参加に留まっていたが、2014年より正式にI'veに参加。
実質的なI'veデビュー曲は「Share the world」であり、I'veのボーカリストとして正式所属するのがメジャーデビュー後からという異例の経歴を持つ。
RINA（りな）
2014年より参加。I'veデビュー曲はアルバム『I've MANIA TRACKS "NEW WAVE"』に収録された「DUpliciTY」「Prism」。
佐藤アスカ（さとう あすか）
2018年より参加。I'veデビュー曲はアルバム『I've ORIGINAL Compilations F-ive elements』に収録された「木 the earth」。
C.G mix（しーじーみっくす）
サウンド・クリエイターの一人で、ボーカリストとしては2003年から参加。I'veでは唯一の男性ボーカリストである。
I'veデビュー曲は「Welcome to HEAVEN!」。2006年7月14日、アルバム『in your life』にてメジャーデビュー。

### ユニット
Outer（あうたー）
KOTOKOとクリエイター陣によるパンク・ロックバンドユニット。ボーカルはKOTOKO、ギターは高瀬一矢と尾崎武士、ベースは板垣直樹、キーボードは中沢伴行。活動開始からしばらくは正体不明のユニットとされていた。KOTOKOの独立後はゲストボーカルを迎えるなどして不定期に活動していたが、2012年12月を以って「遊結」（無期限活動停止）状態となった。それから約9年後の2021年4月、I've結成20周年を記念して再結集・復活が発表された。
COWPOKES（かうぽーくす）
高瀬一矢がプロデュースするパンクロックバンド。尾崎武士がギターを担当していた他、アルバム「Rough Time Everyday」ではC.G mixがオルガンで参加した。
Healing leaf（ひーりんぐ りーふ）
島みやえい子と川田まみによるユニット。
KOTOKO TO AKI（ことこ と あき）
KOTOKOとAKIによるユニット。AKI引退に伴い解散。
I've Special Unit（あいぶ すぺしゃるゆにっと）
KOTOKO・MELL・島みやえい子・SHIHO・MOMO・川田まみ・詩月カオリによるユニット。SHIHO、MOMOのI've卒業に伴いLove Planet Fiveに移行。
Love Planet Five（らぶ ぷらねっと ふぁいぶ）
KOTOKO・川田まみ・島みやえい子・MELL・詩月カオリによるユニット。劇場版アニメ『灼眼のシャナ』のエンディングテーマ「天壌を翔る者たち」のために結成されたスペシャルユニット。
KOTOKO to 詩月カオリ（ことこ と うたつきかおり）
KOTOKOと詩月カオリによる電波ソングユニットで、SHORT CIRCUITという名義でも活動していた。
Larval Stage Planning（らーばる すてーじ ぷらんにんぐ）
桐島愛里によるソロユニット。活動開始時点では桐島愛里、舞崎なみ、朝見凛の3名のユニットだったが、舞崎と朝見のI've卒業に伴いソロユニットとなった。ユニットの命名者は高瀬一矢で、「幼虫期計画」という意味が込められていた。2019年7月、桐島の契約満了に伴い活動終了。
柚子乃 and RINA（ゆずの あんど りな）
柚子乃とRINAによるI've次世代の電波ソングユニットで、しょーとサーキットDSという名義でも活動していた。「DS」は「Delusion Side」の略。
Lithium（りちうむ）
RINAとNAMIによるユニット。

## 卒業・脱退した歌手
SHIHO（しほ）
2000年より参加。I'veデビュー曲は「Days of promise」。2006年3月脱退。現在はSTARAVIDで活動中。
MOMO（もも）
2001年より参加。I'veデビュー曲は「uneasy -Remix-」。2006年4月卒業。現在はモモイヒトミ名義でソロ活動中。
AKI（あき）
1999年より参加。I'veデビュー曲は「そよ風の行方」。ローカル深夜番組のナレーションも担当していた。
長年消息が不明であったが、Visual Style2008年5月号の高瀬のインタビューにて、2001年に体調不良の為に入院していたことが語られる。
怜奈（れいな）
2004年より参加。I'veデビュー曲は「Close to me…（Mixed up ver.）」。
2005年の武道館ライブに参加したが、2006年6月23日に「Cross talk -2006 ver.-」を発表して以来、現在まで新曲などのリリースもなく脱退したと思われる。
2018年に加入したLeinaとは別人である。
島みやえい子（しまみや えいこ）
1999年より旧名の「島宮えい子」名義で参加。I'veデビュー曲は「Last regrets -X'mas floor style-」。
2005年3月にミニアルバム『ULYSSES』にてメジャーデビュー。
2011年6月29日、自身初のベストアルバムの発売をもって、I'veを卒業。
KOTOKO（ことこ）
2000年より参加。I'veデビュー曲は「Close to me…」。2004年4月にアルバム『羽-hane-』にてメジャーデビュー。
2011年8月1日、プライベートオフィスである合同会社Orpheecoへの移籍に伴い、I'veから独立することを発表。
詩月カオリ（うたつき かおり）
2002年より参加。I'veデビュー曲は「Senecio」。2007年8月1日にシングル『Shining stars bless☆』にてメジャーデビュー。
2013年2月21日にI've卒業を発表し、現在はシンガーソングライターとしてソロ活動中。
MELL（める）
1998年より参加。I'veデビュー曲は「美しく生きたい」。2006年6月14日にシングル『Red fraction』にてメジャーデビュー。
2013年3月20日、自身初のベストアルバムの発売をもってI'veを卒業すると同時に、音楽活動を休止することを発表した。
舞崎なみ (まいさき なみ)
2010年より参加。I'veデビュー曲は「piece of my heart」。ボーカルユニット「Larval Stage Planning」の元メンバー。
2014年4月をもってユニットを卒業した後は高瀬一矢に師事し、NAMI名義でサウンド・クリエイターに転向した。
朝見凛 (あさみ りん)
2010年より参加。I'veデビュー曲は「lead to the smile」。
ボーカルユニット「Larval Stage Planning」の元メンバーで、2014年4月をもって舞崎なみと共にユニット及びI've卒業を発表。
川田まみ（かわだ まみ）
2001年より参加。I'veデビュー曲は「風と君を抱いて」。2005年2月23日、シングル『radiance』にてメジャーデビュー。
2016年を以て、I'veの脱退及び歌手活動を引退した。
柚子乃（ゆずの）
2013年より参加。I'veデビュー曲は「モラトリアム・クラスタ」。YUZUNOとも表記される。
自身がボーカルを務めるガールズロックバンド「ナデシコドール」での活動に専念するため、2019年3月31日を以ってI've卒業を発表。
桐島愛里（きりしま あいり）
2009年より参加。I'veデビュー曲は「two HeaRt」。
2016年からは@iRIやDJ AIRI KIRISHIMAという名義でクラブイベントを中心にDJ活動も行っている。
2019年7月31日を以ってアーティスト契約終了に伴いI'veを脱退。
Leina（れいな）
2018年より参加。I'veプロデュースのシングル『Alstroemeria』にてデビュー。
2020年8月を以ってI've卒業を発表。現在は「久保田れな」名義でシンガーソングライターとしてソロ活動中。

## ゲスト参加・楽曲提供した主な歌手
Lia（りあ）
現在はqueens labelで活動しており、一時期アメリカ・ロサンゼルス在住だった。『I've in BUDOKAN 2005 〜Open the Birth Gate〜』にもゲスト出演した。
彩菜（あやな）
『I've in BUDOKAN 2005 〜Open the Birth Gate〜』にゲスト出演し、I've15周年LIVEにも出演した。
佐藤ひろ美（さとう ひろみ）
KOTOKOとのユニットにて『I've in BUDOKAN 2005 〜Open the Birth Gate〜』にもゲスト出演した。2016年をもって歌手活動を引退。
MAKO（まこ）
オムニバス「I've Girls Compilation」シリーズの『verge』に参加して以降、歌手活動は休止状態であったが、カバーオムニバス『TRIBAL LINK』で活動再開。以降、ミニアルバムの発表やライブイベントへの参加など、精力的に活動している。2015年に海外へと移住したため、現在は活動休止中である。
marriage blue（まりっじ ぶるー）
『I've MANIA TRACKS NEW WAVE』でデビュー。I've15周年LIVEに出演したが、女性ボーカルということと簡易的なプロフィール以外は非公開となっている。Talk Jamなどで話題になる際には「marriage blueさんのmarriage blueな部分」「ダークサイドに堕ちた」や、レコーディング時も「marriage blueのような暗い気持ちで」とディレクションを行っており、ダークな印象を持たせている。なお、彼女の楽曲の殆どはLOVERSSOULが作詞を手掛けている。
Pixy Lab.（ぴくしー らぼ）
北海道を拠点に活動する同人ボーカルである井澤佳の実と岩杉夏によるユニットで、『オマイラBEST -SHORT CIRCUIT BEST-』より活動開始。I've15周年LIVEにも出演した。
Ray（れい）
『超音楽祭2014 ～超会議3～』のI've出演時にゲストボーカルとして登場。2017年夏のファイナルライブを以って歌手活動卒業を発表。
黒崎真音（くろさき まおん）
『超音楽祭2014 ～超会議3～』のI've出演時にゲストボーカルとして登場。
奥井雅美（おくい まさみ）
カバーオムニバス『TRIBAL LINK』で初めてI'veにボーカル参加し、その後のI'veファンクラブイベントではOuterのゲストボーカルを務めた。
北村みのり（きたむら みのり）
『I've MANIA TRACKS NEW WAVE』でデビュー。川田まみのバックバンドでベースを務め、現在はThe Order Madeのベースを担当しながらボーカリストとしても活動中。
茅原実里（ちはら みのり）

やなぎなぎ

綾野ましろ（あやの ましろ）

三澤紗千香（みさわ さちか）

北沢綾香（きたざわ あやか）

高木美佑（たかぎ みゆ）

飛蘭（ふぇいらん）

原田ひとみ（はらだ ひとみ）

南條愛乃（なんじょう よしの）

nao（なお）

松澤由美（まつざわ ゆみ）

美妃（みひ）

R.I.E（りえ）

MARY（まりー）

MIKI（みき）

菅井えり（すがい えり）

片桐明日香（かたぎり あすか）

宮崎麻芽（みやざき あさめ）
2001年の楽曲「satirize」を歌唱した女性ボーカリスト。歌声が類似していることから一部ではKOTOKOの別名義ではないかという噂が度々流れていたが、2020年5月9日、I'veのYouTube生配信「NAMIの皆様一緒に踊り語りましょう！第四夜」内において高瀬一矢によりKOTOKO本人である事が明かされた。
堤伊之助（つつみ いのすけ）
『堤伊之助』はゲーム『Treating2U』内の登場人物名で、実際に歌っているのが誰なのかは詳細不明だが、高瀬の歌う『Last regrets』の仮歌と歌声が酷似しているため、高瀬一矢であるという説が有力だった。しかし、その後の高瀬のインタビューにて別人であることが判明した。
森中花咲(もりなか　かざき)
petit fleurs(ぷちふるーる)

## ディスコグラフィー
各ボーカリストのソロ活動のCDについてはそれぞれの項目を参照。ここではユニットやコンピレーションアルバム等のディスコグラフィーを掲載する。

### ユニット

#### I've Special Unit
製作：I've（FUCTORY Records）／発売元：ビジュアルアーツ
- Fair Heaven（2005年7月30日発売）※現在入手困難
  - 作詞・作曲・編曲：高瀬一矢

#### Love Planet Five
発売元：ジェネオン エンタテインメント（現：NBCユニバーサル・エンターテイメントジャパン）
- 天壌を翔る者たち（2007年4月4日）
  - 作詞：KOTOKO／作曲・編曲：高瀬一矢

#### KOTOKO & 佐藤ひろ美（佐藤裕美）
発売元：ランティス
- Second Flight（2003年7月24日）
  - 作詞：KOTOKO／作曲：高瀬一矢／編曲：高瀬一矢、中沢伴行

### GIRLS COMPILATIONシリーズ
製作：I've（FUCTORY Records）／発売元：ビジュアルアーツ
|      | 発売日         | タイトル               | 規格品番  | 参加ボーカリスト |
| ---- | -------------- | ---------------------- | --------- | --- |
| 1st  | 1999年12月24日 | regret                 | ICD-66001 | 美妃 彩菜 AKI MARY MELL R.I.E MIKI 島みやえい子                                                                      |
| 2nd  | 2000年7月14日  | verge                  | ICD-66002 | MAKO AKI R.I.E MELL 島みやえい子 Lia MIKI 彩菜 SHIHO                                                                 |
| 3rd  | 2002年6月26日  | disintegration         | ICD-66002 | KOTOKO MELL 島みやえい子 MOMO SHIHO Lia                                                                              |
| 4th  | 2003年10月30日 | LAMENT                 | ICD-66007 | SHIHO 島みやえい子 KOTOKO 詩月カオリ MOMO 川田まみ MELL                                                              |
| 5th  | 2003年10月30日 | OUT FLOW               | ICD-66008 | SHIHO 島みやえい子 KOTOKO 詩月カオリ MOMO 川田まみ MELL                                                              |
| 6th  | 2005年9月30日  | COLLECTIVE             | ICD-66013 | SHIHO 島みやえい子 KOTOKO 詩月カオリ MOMO 川田まみ MELL                                                              |
| 7th  | 2010年9月24日  | EXTRACT                | ICD-66021 | KOTOKO 川田まみ 桐島愛里 MELL MOMO 島みやえい子                                                                      |
| 8th  | 2012年8月31日  | LEVEL OCTAVE           | ICD-66032 | KOTOKO Lia Larval Stage Planning 朝見凛 川田まみ 詩月カオリ 桐島愛里 舞崎なみ MAKO                                   |
| 9th  | 2014年9月26日  | Evidence nine          | ICD-66038 | KOTOKO 川田まみ Pixy Lab. 舞崎なみ 桐島愛里 朝見凛 Larval Stage Planning 柚子乃                                      |
| 10th | 2016年1月1日   | The Time 〜12 Colors〜 | ICD-66043 | 川田まみ RINA marriage blue 北村みのり 柚子乃 島みやえい子 KOTOKO Larval Stage Planning IKU 詩月カオリ SHIHO MOMO    |
| 11th | 2017年7月29日  | ALIVE                  | ICD-66050 | RINA 川田まみ 柚子乃 Larval Stage Planning 桐島愛里 Lily on the FIeLD KOTOKO IKU 黒崎真音 marriage blue 島みやえい子 |

### コンセプトアルバム
製作：I've（FUCTORY Records）／発売元：ビジュアルアーツ
- SHORT CIRCUIT（2003年11月27日発売）
- SHORT CIRCUIT II（2007年6月22日発売）
- SHORT CIRCUIT III（2010年6月25日発売）

### ベストアルバム
製作：I've（FUCTORY Records）／発売元：ビジュアルアーツ
- G.C.BEST -I've GIRL's COMPILATION BEST-（2012年6月29日発売）
- オマイラBEST -SHORT CIRCUIT BEST-（2012年6月29日発売）
- I've C-VOX 2000-2014（2018年1月1日）
- I've 20th Anniversary E-VOX（2021年12月18日）※2023年12月1日にはリマスター版が発売された。
- G-VOX -I've memorial compilation-（2023年12月16日）
- I've SUMMER SELECTION vol,01（2024年7月31日）
- I've Winter selection 2025（2024年12月29日）
- I'VE SPRING SELECTION 2025（2025年3月31日）

### カバーアルバム
製作：I've（FUCTORY Records）／発売元：ビジュアルアーツ
- TRIBAL LINK（2011年7月29日）

### コンピレーションアルバム
発売元：グランブルー
- Eye's Blue（2000年5月12日）
- G-Mix -A Compilation Album of PC-Game Musics-（2001年10月24日）※PORとのスプリットアルバム。

発売元：ジェネオン・ユニバーサル・エンターテイメントジャパン（現：NBCユニバーサル・エンターテイメントジャパン）
- master groove circle（2008年9月24日）
- I've Sound 10th Anniversary 「Departed to the future」Special CD BOX（2009年3月25日）
- master groove circle 2（2009年12月30日）
- master groove circle "NIJIIRO"（2014年12月24日）

発売元：ファクトリーレコーズ
- SUMMER GROOVE 2025（2025年7月31日）

### コミックマーケットで販売されたCD
製作：I've（FUCTORY Records）／発売元：ビジュアルアーツ
コミックマーケット59
Dear Feeling／KOTOKO TO AKI（2000年12月29日発売）
1. prime（作詞：KOTOKO／作曲・編曲：高瀬一矢／歌：KOTOKO TO AKI）
2. Over（作詞：SAYUMI／作曲・編曲：高瀬一矢／歌：AKI）
3. 空より近い夢 Second Track（作詞・作曲・編曲：高瀬一矢／歌：KOTOKO TO AKI）
4. 明日の向こう（作詞・作曲・編曲：高瀬一矢／歌：KOTOKO）
5. prime -instrumental ver.-
6. regret spin style　※アルバム『regret』のメドレー
7. verge spin style　※アルバム『verge』のメドレー

コミックマーケット61
C-LICK／I've（2001年12月29日発売）
1. FUCK ME -Radio Activity Mix-（作詞・作曲：高瀬一矢／編曲：中坪淳彦／歌：SHIHO）
2. verge -REVIVE Mix-（作詞・作曲：高瀬一矢／編曲：中坪淳彦／歌：島みやえい子）
3. I pray to stop my cry -Nineball Mix-（作詞：KOTOKO／作曲・編曲：高瀬一矢／歌：MAKO）

SHIFT -世代の向こう-／Lia（2001年12月29日発売）
1. SHIFT -世代の向こう-（作詞・作曲・編曲：高瀬一矢／歌：Lia）
2. SHIFT -World Wide Mix-（作詞・作曲・編曲：高瀬一矢／歌：Lia）
3. SHIFT -世代の向こう- -instrumental ver.-

hitorigoto／KOTOKO（2001年12月29日発売）
1. ひとりごと（作詞・作曲・歌：KOTOKO／編曲：高瀬一矢）
2. 疾風雲（作詞・作曲・歌：KOTOKO／編曲：高瀬一矢、中沢伴行）
3. ひとりごと -karaoke ver.-
4. 疾風雲 -karaoke ver.-
5. ひとりごと -instrumental ver.-
6. 疾風雲 -instrumental ver.-

コミックマーケット63
diRTY GiFT／I've（2002年12月29日発売）
1. Overture（作曲：FISH TONE）
2. Dirty Boots（作詞・作曲：Gordon Kim、Moore Thurston Joseph、Ranaldo Lee、Shelley Steve／編曲・歌：Outer）
3. SWAY（作詞：KOTOKO／作曲：高瀬一矢／編曲：中沢伴行／歌：詩月カオリ）
4. World My Eyes（作詞：MELL／作曲・編曲：中坪淳彦／歌：島みやえい子）
5. 砂漠の雪（作詞・歌：MELL／作曲・編曲：C.G mix）
6. Disintegration ::Symphony Second movement::（作詞：Ben／作曲：高瀬一矢／編曲：羽越実有／歌：菅井えり）
7. Last movement（作曲：FISH TONE）

コミックマーケット65
Ozone／島みやえい子（2003年12月28日発売）
1. Ozone（作詞・作曲・歌：島みやえい子／編曲：高瀬一矢）
2. 銀河の子（作詞・作曲・歌：島みやえい子／編曲：C.G mix）
3. 十四の月（作詞・作曲・歌：島みやえい子／編曲：高瀬一矢）
4. 愛のうた（作詞・作曲・歌：島みやえい子／編曲：C.G mix）
5. 宇宙の花（e）（作詞・作曲・歌：島みやえい子／編曲：中坪淳彦）

コミックマーケット67
Mixed up／I've（2004年12月29日発売）
1. 砂漠の雪 -Mixed up ver.-（作詞・歌：MELL／作曲：C.G mix／編曲：高瀬一矢）
2. Close to me… -Mixed up ver.-（作詞：KOTOKO／作曲・編曲：高瀬一矢／歌：怜奈）
3. 同じ空の下で -Mixed up ver.-（作詞：MOMO、高瀬一矢／作曲：高瀬一矢／編曲：羽越実有、Rich／歌：怜奈）
4. philosophy -Mixed up ver.-（作詞：KOTOKO、高瀬一矢／作曲：高瀬一矢／編曲：POR／歌：MOMO）
5. See You 〜小さな永遠〜 -Mixed up ver.-（作詞：都築真紀、高瀬一矢／作曲：高瀬一矢／編曲：FISH TONE／歌：MAKO）
6. Ever stay snow -Mixed up ver.-（作詞・作曲：高瀬一矢／編曲：C.G mix／歌：SHIHO）
7. 砂の城 -The Castleof Sand- -Mixed up ver.-（作詞：片岡とも／作曲：高瀬一矢／編曲：TAKESHI Featuring POR／歌：島みやえい子）
8. 涙の誓い -the divine pledge of tears-（作詞・作曲：高瀬一矢／編曲：FISH TONE／歌：KOTOKO）
9. verge -Mixed up ver.-（作詞・作曲：高瀬一矢／編曲：中沢伴行／歌：彩菜）
10. Cross talk -Mixed up ver.-（作詞・作曲：高瀬一矢／編曲：FISH TONE／歌：詩月カオリ）

コミックマーケット73
I've MANIA Tracks Vol.I／I've（2007年12月29日発売）
1. Synthetic Organism（作詞・作曲：高瀬一矢／編曲：中沢伴行／歌：Outer）
2. DROWNING -Ghetto blaster style-（作詞：KOTOKO／作曲：高瀬一矢／編曲：中沢伴行／歌：MOMO）
3. HALLUCINO -Remix-（作詞・歌：KOTOKO／作曲：中沢伴行／編曲：SORMA）
4. Treating 2U（作詞・作曲・編曲：高瀬一矢／歌：堤伊之助）
5. Time heals all sorrows（作詞・歌：KOTOKO／作曲・編曲：高瀬一矢）
6. Lythrum（作詞：KOTOKO／作曲・編曲：C.G mix／歌：川田まみ）
7. L.A.M -laze and meditation- -2001 P.V Long Arrange Mix-（作詞・作曲・編曲：高瀬一矢／歌：Outer）
8. sensitive 2001（作詞：KOTOKO／作曲・編曲：高瀬一矢／歌：島みやえい子）
9. Crossed Destiny（作詞・歌：KOTOKO／作曲：Shade／編曲：高瀬一矢、中沢伴行）
10. philosophy -Proto type Mix-（作詞：KOTOKO、高瀬一矢／作曲・編曲：高瀬一矢／歌：KOTOKO）
11. Leave me hell alone（作詞：Ben／作曲・編曲：高瀬一矢／歌：Outer）
12. Welcome to HEAVEN! -Remix-（作詞：AIS／作曲・編曲・歌：C.G mix）
13. See You 〜小さな永遠〜 -P.V ver.-（作詞：都築真紀、高瀬一矢／作曲：高瀬一矢／編曲：高瀬一矢、中坪淳彦／歌：I've Special Unit）

コミックマーケット75
The Front Line Covers／I've（2008年12月28日発売）
1. RIDE -The Front Line Covers-（作詞・作曲・編曲：高瀬一矢／歌：川田まみ）
2. DROWNING -The Front Line Covers-（作詞：KOTOKO／作曲：高瀬一矢／編曲：井内舞子／歌：島みやえい子）
3. 季節の雫 -The Front Line Covers-（作詞・作曲：高瀬一矢／編曲：中沢伴行／歌：KOTOKO）
4. Days of promise -The Front Line Covers-（作詞：SAYUMI／作曲：高瀬一矢／編曲：C.G mix／歌：川田まみ）
5. そよ風の行方 -The Front Line Covers-（作詞・作曲：高瀬一矢／編曲：井内舞子／歌：詩月カオリ）
6. birthday eve -The Front Line Covers-（作詞：元長柾木／作曲：高瀬一矢／編曲：C.G mix／歌：川田まみ）
7. I Will… -The Front Line Covers-（作詞：DIE、JUNO／作曲：中沢伴行／編曲：C.G mix／歌：島みやえい子）
8. Two face -The Front Line Covers-（作詞：高瀬一矢、中沢伴行／作曲：高瀬一矢／編曲：中沢伴行、尾崎武士／歌：MELL）
9. One small day -The Front Line Covers-（作詞・作曲・編曲：高瀬一矢／歌：詩月カオリ）
10. Belvedia -The Front Line Covers-（作詞：SAYUMI／作曲・編曲：高瀬一矢／歌：KOTOKO）
11. Disintegration -The Front Line Covers-（作詞：Ben／作曲：高瀬一矢／編曲：SINE6／歌：MELL）
12. Dream to the new world -The Front Line Covers-（作詞・作曲：高瀬一矢／編曲：中沢伴行／歌：詩月カオリ）

コミックマーケット77
I've MANIA Tracks Vol.II／I've （2009年12月29日発売）
1. Ha!!!ppiness（作詞：KOTOKO／作曲：中沢伴行／編曲：中沢伴行、尾崎武士／歌：Outer）
2. The Maze（作詞：H2／作曲・編曲：中沢伴行／歌：川田まみ）
3. prime -"thank you"and"from now"-（作詞・歌：KOTOKO／作曲・編曲：高瀬一矢）
4. Fortress（作詞：KOTOKO／作曲・編曲：高瀬一矢／歌：島みやえい子）
5. our youthful days（作詞：KOTOKO／作曲・編曲：C.G mix／歌：MELL）
6. absurd（作詞・歌：KOTOKO／作曲・編曲：C.G mix）
7. こなたよりかなたまで（作詞：KOTOKO／作曲：中沢伴行／編曲：中沢伴行、羽越実有／歌：MOMO）
8. YA・KU・SO・KU（作詞・歌：KOTOKO／作曲・編曲：高瀬一矢）
9. CAVE（作詞・歌：KOTOKO／作曲：高瀬一矢／編曲：中沢伴行）
10. 砂の風（作詞：SAYUMI／作曲・編曲：高瀬一矢／歌：MELL）
11. Fatally（作詞・歌：KOTOKO／作曲・編曲：C.G mix）
12. 秋風に君を想ふ（作詞：KOTOKO／作曲・編曲：中沢伴行／歌：Healing Leaf）
13. ↑青春ロケット↑ -SHORT CIRCUIT II EDIT-（作詞：KOTOKO／作曲：井内舞子／編曲：井内舞子、Rich／歌：KOTOKO to 詩月カオリ）
14. under the darkness -Remix-（作詞：A.I.／作曲・編曲・歌：C.G mix）

コミックマーケット79
I've MANIA Tracks Vol.III／I've （2010年12月29日発売）
1. Isolation（作詞：KOTOKO／作曲・編曲：C.G mix／歌：怜奈）
2. cross up（作詞・歌：KOTOKO／作曲・編曲：中坪淳彦）
3. cross my heart（作詞：KOTOKO／作曲：高瀬一矢、中沢伴行／編曲：中沢伴行／歌：島みやえい子）
4. World meets worlds（作詞・歌：SHIHO／作曲・編曲：C.G mix）
5. cross talk -2006 ver.-（作詞・作曲・編曲：高瀬一矢／歌：怜奈）
6. satirize（作詞：KOTOKO／作曲：高瀬一矢／編曲：中坪淳彦／歌：宮崎麻芽）
7. 恋のマグネット（作詞：KOTOKO／作曲・編曲：中坪淳彦／歌：MOMO）
8. eclipse -UETSU MIU style-（作詞：KOTOKO／作曲：中沢伴行／編曲：羽越実有／歌：川田まみ）
9. loose（作詞・歌：KOTOKO／作曲：高瀬一矢／編曲：中坪淳彦）
10. I pray to stop my cry（作詞・歌：KOTOKO／作曲・編曲：高瀬一矢）
11. spillage（作詞：KOTOKO／作曲・編曲：中沢伴行／歌：MOMO）
12. 悲しみの花 -MELL LIVE IN TOKYO 2010 Mix-（作詞・作曲・編曲：高瀬一矢／歌：MELL）

コミックマーケット80
OUTER／Outer （2011年8月12日発売）
1. Ha!!!ppiness -Album ver.-（作詞：KOTOKO／作曲：中沢伴行／編曲：中沢伴行、尾崎武士／歌：Outer）
2. Synthetic Organism（作詞・作曲：高瀬一矢／編曲：中沢伴行／歌：Outer）
3. BARE END（作詞：KOTOKO／作曲・編曲：高瀬一矢／歌：Outer）
4. L.A.M -laze and meditation-（作詞・作曲・編曲：高瀬一矢／歌：Outer）
5. Leave me hell alone -Album ver.-（作詞：Ben／作曲・編曲：高瀬一矢／歌：Outer）
6. Dirty Boots（作詞・作曲：Gordon Kim、Moore Thurston Joseph、Ranaldo Lee、Shelley Steve／編曲・歌：Outer）
7. easy prey（作詞：KOTOKO／作曲：高瀬一矢／編曲：尾崎武士／歌：Outer）
8. Bullshit!! Hard problem!!（作詞：KOTOKO／作曲：高瀬一矢／編曲：高瀬一矢、尾崎武士／歌：Outer）

コミックマーケット81
時の翼／詩月カオリ （2011年12月29日発売）
1. 時の翼（作詞・作曲・歌：詩月カオリ／編曲：町田拓哉）
2. 笑顔のタ・カ・ラ・モ・ノ（作詞・作曲・歌：詩月カオリ／編曲：尾崎武士・中沢伴行）
3. 星空のセレナーデ（作詞・作曲・歌：詩月カオリ／編曲：SORMA No.1）

Got it!! -Extended ver.-／朝見凛 （2011年12月29日発売）
1. Got it!! -Extended ver.-（作詞：川田まみ／作曲・編曲：高瀬一矢／歌：朝見凛）
2. Got it!! -English Mix-（作詞：川田まみ／英訳：舞崎なみ／作曲・編曲：高瀬一矢／歌：朝見凛）
3. Got it!! -instrumental ver.-

コミックマーケット83
snow flake／MAKO （2012年12月29日発売）
1. Live Trip（作詞・歌：MAKO／作曲・編曲：高瀬一矢）
2. snow flake（作詞・歌：MAKO／作曲・編曲：中沢伴行）
3. Precious（作詞・歌：MAKO／作曲・編曲：高瀬一矢）
4. 虹（作詞・作曲・歌：MAKO／編曲：高瀬一矢）
5. LEVEL OCTAVE -Unplugged Mix-（作詞・歌：MAKO／作曲：高瀬一矢／編曲：高瀬一矢、尾崎武士、八木一美）

コミックマーケット85
THIS IS HOW／MAKO （2013年12月29日発売）
1. Admoniton（作詞・作曲・歌：MAKO／編曲：高瀬一矢）
2. Happy Ever After（作詞・作曲・歌：MAKO／編曲：中沢伴行）
3. This is how I fall in love（作詞・作曲・歌：MAKO／編曲：高瀬一矢）
4. bite on the bullet -Acoustic ver.-（作詞・作曲：高瀬一矢／編曲：高瀬一矢、尾崎武士／歌：MAKO）
5. Happy Ever After -Arrangement of Innocent-（作詞・作曲・歌：MAKO／編曲：高瀬一矢、中沢伴行）

Hi-Black／柚子乃 （2013年12月29日発売）
1. Hi-Black（作詞・歌：柚子乃／作曲：高瀬一矢／編曲：高瀬一矢、尾崎武士、C.G mix）
2. In the mirror（作詞・歌：柚子乃／作曲・編曲：尾崎武士）
3. Love me...（作詞・歌：柚子乃／作曲：C.G mix／編曲：C.G mix、星野威）
4. モラトリアム・クラスタ（作詞：松島詩史／作曲：中沢伴行／編曲：中沢伴行、尾崎武士／歌：柚子乃）
5. TREASURE DAYS（作詞・歌：柚子乃／作曲・編曲：井内舞子）

I've Piano Pieces「Monochrome Solitude vol.1」 （2013年12月29日発売）
※ピアノアレンジアルバム。全編曲：森藤昌司
1. FUCK ME
2. 美しく生きたい
3. 季節の雫
4. Cross talk
5. Pure Heart ～世界で一番アナタが好き～
6. Around the mind
7. uneasy
8. verge
9. 涙の誓い
10. To lose in amber
11. Wing my Way
12. 君よ、優しい風になれ
13. Disintegration

コミックマーケット87
I've MANIA Tracks NEW WAVE／I've （2014年12月29日発売）
1. One small day -Slap Fruit mix-（作詞・作曲・編曲：高瀬一矢／歌：北村みのり）
2. 光舞う、いつもの場所で（作詞：桐島愛里／作曲・編曲：中沢伴行／歌：北村みのり）
3. The Never Ending Story（作詞：LOVERSSOUL／作曲・編曲：尾崎武士／歌：marriage blue）
4. 弱くて強い生き物（作詞：LOVERSSOUL／作曲：高瀬一矢／編曲：高瀬一矢、尾崎武士／歌：marriage blue）
5. DUpliciTY（作詞：桐島愛里／作曲・編曲：C.G mix／歌：RINA）
6. Prism（作詞：柚子乃／作曲・編曲：高瀬一矢／歌：RINA）

I've Piano Pieces「Monochrome Solitude vol.2」 （2014年12月29日発売）
※ピアノアレンジアルバム。全編曲：森藤昌司
1. Close to me…
2. Face of Fact
3. Ever stay snow
4. 遮光
5. Lupe
6. Do you know the magic?
7. Out Flow
8. Permit
9. 砂の城 -The Castle of Sand-
10. I pray to stop my cry -little sea style-
11. SNOW
12. See You ～小さな永遠～
13. Imaginary affair

コミックマーケット89
しょーとサーキットDS／柚子乃 and RINA （2015年12月29日発売）
1. 応援 is L♥VE!!（作詞：KOTOKO／作曲・編曲：C.G mix／歌：柚子乃 and RINA）
2. CAT -lonely lolita-（作詞：桐島愛里／作曲：尾崎武士／編曲：尾崎武士、中沢伴行／歌：柚子乃 and RINA）
3. Darlin'♥Darlin' ～ふたりのカノジョ～（作詞：桐島愛里／作曲・編曲：中沢伴行／歌：柚子乃 and RINA）
4. しょーとサーキット DS（作詞：柚子乃／作曲・編曲：高瀬一矢／歌：柚子乃 and RINA）

I've Piano Pieces「Monochrome Solitude vol.3」 （2015年12月29日発売）
※ピアノアレンジアルバム。全編曲：森藤昌司
1. Leaf ticket
2. あしあと ～a Happiness Marker～
3. WING OF ZERO
4. 同じ空の下で
5. jihad
6. Rolling Star☆彡
7. two HeaRt
8. LAST IN BLUE
9. サブリミナル・アジェンダ
10. INITIATIVE
11. Bizarrerie Cage
12. 白い輪舞曲
13. bumpy-Jumpy!

コミックマーケット91
しょーとサーキットDS2／柚子乃 and RINA （2016年12月29日発売）
1. Rhythmic Fighter ～DS～（作詞：RINA／作曲・編曲：高瀬一矢／歌：柚子乃 and RINA）
2. Darlin'♥Darlin' ～ふたりのカノジョ～(IOSYS TRAX Remix)（作詞：狐夢想／作曲・編曲：ARM／歌：柚子乃 and RINA）
3. 悩んだときはバカヤロー!! -キュンキュン☆DIMENSION-（作詞：桐島愛里／作曲：中沢伴行／編：D.watt＆uno／歌：柚子乃 and RINA）
4. ROCK 'N' ROLL HERO（作詞：桐島愛里／作曲：中沢伴行／編曲：尾崎武士、中沢伴行／歌：柚子乃 and RINA）
5. Flash!!（作詞：柚子乃／作曲・編曲：NAMI／歌：柚子乃 and RINA）
6. Welcome to きゅんきゅんワンダーランド（作詞：桐島愛里／作曲・編曲：C.G mix／歌：柚子乃 and RINA）

Double Unlimited／I've （2016年12月29日発売）
1. Day Dream（作詞・歌：RINA／作曲・編曲：高瀬一矢）
2. モノクローム（作詞・歌：RINA／作曲・編曲：NAMI）
3. kiss on kiss（作詞・歌：柚子乃／作曲・編曲：中沢伴行）
4. jewel snow（作詞・歌：柚子乃／作曲・編曲：C.G mix）

コミックマーケット93
しょーとサーキットDS3 -FINAL CORNER-／柚子乃 and RINA （2017年12月29日発売）
1. A to Z（作詞：KOTOKO／作曲・編曲：C.G mix／歌：柚子乃 and RINA）
2. 始まりのshow down（作詞：狐夢想／作曲・編曲：ARM／歌：柚子乃 and RINA）
3. answer（作詞：桐島愛里／作曲：中沢伴行／編：D.watt＆uno／歌：柚子乃 and RINA）
4. A to Z -instrumental ver.-
5. 始まりのshow down -instrumental ver.-
6. answer -instrumental ver.-
7. めぃぷるシロップ - vocal-1 -
8. Double HarmoniZe Shock!! -vocal-1 -
9. Princess Brave！ -vocal-1 -

コミックマーケット95
I've ORIGINAL Compilations - F-ive elements -／I've （2018年12月29日発売）
1. 土 the under（作詞・編曲：NAMI／作曲：高瀬一矢／歌：柚子乃）
2. 風 the silence（作詞・編曲：NAMI／作曲：高瀬一矢／歌：RINA）
3. 木 the earth（作詞・編曲：NAMI／作曲：高瀬一矢／歌：佐藤アスカ）
4. 火 the flare（作詞・編曲：NAMI／作曲：高瀬一矢／歌：IKU）
5. 水 the flow（作詞・編曲：NAMI／作曲：高瀬一矢／歌：IKU）
6. 土 the under -instrumental ver.-
7. 風 the silence -instrumental ver.-
8. 木 the earth -instrumental ver.-
9. 火 the flare -instrumental ver.-
10. 水 the flow -instrumental ver.-

Alstroemeria／Leina （2018年12月29日発売）
1. alstroemeria（作詞・歌：Leina／作曲・編曲：高瀬一矢）
2. refrain（作詞・歌：Leina／作曲・編曲：高瀬一矢）
3. stella（作詞・歌：Leina／作曲・編曲：NAMI）
4. alstroemeria -instrumental ver.-
5. refrain -instrumental ver.-
6. stella -instrumental ver.-

コミックマーケット97
F-ive elements -hexa communion-／I've （2019年12月28日発売）
1. 炎 -EN-（作詞・編曲：NAMI／作曲：高瀬一矢／歌：佐藤アスカ）
2. 雷 -RAI-（作詞・編曲：NAMI／作曲：高瀬一矢／歌：RINA）
3. 湖 -KO-（作詞・編曲：NAMI／作曲：高瀬一矢／歌：北沢綾香）
4. 林 -RIN-（作詞・編曲：NAMI／作曲：高瀬一矢／歌：Leina）
5. 地 -CHI-（作詞：NAMI／作曲・編曲：高瀬一矢／歌：RINA）
6. 宙 -CHU-（作詞：NAMI／作曲・編曲：C.G mix／歌：IKU）
7. 炎 -EN- -instrumental ver.-
8. 雷 -RAI- -instrumental ver.-
9. 湖 -KO- -instrumental ver.-
10. 林 -RIN- -instrumental ver.-
11. 地 -CHI- -instrumental ver.-
12. 宙 -CHU- -instrumental ver.-

GAUZE／I've （2019年12月28日発売）
1. GAUZE（作詞・歌：Leina／作曲・編曲：高瀬一矢）
2. GAUZEII -rebellion-（作詞・歌：佐藤アスカ／作曲：NAMI／編曲：NAMI、高瀬一矢）
3. GAUZEIII -R.E.D-（作詞・歌：RINA／作曲・編曲：NAMI）
4. GAUZE -instrumental ver.-
5. GAUZEII -rebellion- -instrumental ver.-
6. GAUZEIII -R.E.D- -instrumental ver.-

エアコミケ2
F-ive elements 3 -舞旋回廊-／I've （2020年12月20日発売）
1. 廊 -ROU-（作詞・編曲：NAMI／作曲：高瀬一矢／歌：RINA）
2. 舞 -BU-（作詞・編曲・歌：NAMI／作曲：高瀬一矢）
3. 旋 -SEN-（作詞・編曲・歌：NAMI／作曲：高瀬一矢）
4. 回 -KAI-（作詞：NAMI／作曲・編曲：C.G mix／歌：佐藤アスカ）
5. 廊 -ROU- -instrumental ver.-
6. 舞 -BU- -instrumental ver.-
7. 旋 -SEN- -instrumental ver.-
8. 回 -KAI- -instrumental ver.-

restoration／I've （2020年12月20日発売）
1. Absurdity（作詞・歌：IKU／作曲・編曲：NAMI）
2. Can you revert it back（作詞・歌：佐藤アスカ／作曲・編曲：C.G mix）
3. cocktail（作詞・歌：RINA／作曲・編曲：高瀬一矢）
4. Absurdity -instrumental ver.-
5. Can you revert it back -instrumental ver.-
6. cocktail -instrumental ver.-

コミックマーケット99
I've 20th Anniversary E-VOX／I've（2021年12月18日発売）
I've活動開始20周年を記念し、これまで復刻の機会がなかった楽曲が収録されたベスト・アルバム。

コミックマーケット101
The FRONT LINE COVERs 2022／I've（2022年12月17日発売）
1. サブリミナル・アジェンダ -little louder mix-（作詞：松島詩史／作曲:高瀬一矢／編曲：HARD STUFF／歌：RINA）
2. Cover link -whispered Daisy mix-（作詞：SAYUMI／作曲・編曲：高瀬一矢／歌：佐藤アスカ）
3. Level Octave -IKU Samaria mix-（作詞：MAKO／作曲・編曲：高瀬一矢／歌：IKU）
4. monochrome -Cross link mix-（作詞：KOTOKO／作曲・編曲：C.G mix／歌：C.G mix）
5. transition -Get a grip mix-（作詞：川田まみ／作曲・編曲：NAMI／歌：NAMI）
6. Lythrum -mutter softly mix-（作詞：KOTOKO／作曲・編曲：C.G mix／歌：IKU）
7. sensitive -Light snow mix-（作詞：KOTOKO／作曲・編曲：高瀬一矢／歌：佐藤アスカ）
8. Over Heart -RINA Go ahead mix-（作詞：RINA／作曲・編曲：高瀬一矢／歌：RINA）

MASQUERADE／Lithium（2022年12月17日発売）
全楽曲、作詞：RINA, NAMI／作曲・編曲：NAMI
1. masquerade
2. Crystal
3. heroine
4. masquerade -instrumental ver.-
5. Crystal -instrumental ver.-
6. heroine -instrumental ver.-

コミックマーケット103
G-VOX -I've memorial compilation-／I've（2023年12月16日発売）
戯画レーベル廃止を受けて制作されたベスト・アルバム。
棘／Lithium（2023年12月16日発売）
全楽曲、作詞：RINA, NAMI／作曲・編曲：NAMI
1. 棘
2. maldición
3. villain
4. Deviation
5. kleptomania
6. HARMONIA
7. NAKED DANCE
8. maldición -instrumental ver.-
9. villain -instrumental ver.-
10. Deviation -instrumental ver.-
11. kleptomania -instrumental ver.-
12. HARMONIA -instrumental ver.-
13. NAKED DANCE -instrumental ver.-

コミックマーケット105
I've Winter selection 2025／I've（2024年12月29日発売）
III -Diosa-／Lithium（2024年12月29日発売）
全楽曲、作詞：RINA, NAMI／作曲・編曲：NAMI
1. diosa
2. karma
3. raro
4. lux

### DVD
製作：I've（FUCTORY Records）／発売元：ビジュアルアーツ
- prime prototype（C59セット）
- I've P.V.Collection Vol.1 L.A.M/Repeat（C61セット）
- I've P.V.Collection Vol.2 疾風雲←HAYATE→GUMO（C63セット）
- I've P.V.Collection Vol.3 SEE YOU〜小さな永遠〜（LAMENT/OUT FLOW に同梱）
- Making of I've IN BUDOKAN（C69セット）
- I'VE in BUDOKAN 2005 〜Open the Birth Gate〜
- I'VE in BUDOKAN 2005 〜COMPLETE EDIT〜

### TRANCE関連のCD

#### CURE TRANCEシリーズ
発売元：キングレコード
- Psychedelic（2002年5月22日発売）
- Psychedelic GOA（2002年6月26日発売）
- Psychedelic IBIZA（2002年7月24日発売）

#### verve-circleシリーズ
発売元：キングレコード
- beyond the underground groove（2003年2月26日発売）
- beat spellbound-agitation mix（2003年3月26日発売）
- electronica-mayhem（2003年4月23日発売）
- Psychedelic Trance Edition featuring GMS（2003年7月24日発売）
- Psychedelic Trance Edition -Journey of Space Exploration-（2003年9月26日発売）
- Psychedelic Trance Edition -Fantastic Planet-（2003年12月3日発売）
- Psychedelic Trance Edition -Nature & ReNature-（2004年2月25日発売）
- Best of verve-circle I've found the fountains of paradise（2004年8月25日発売）
- Best of verve-circle Psychedelic Trance edition（2004年8月25日発売）

#### TRANCE MAGICシリーズ
オムニバス参加、発売元：コロムビアミュージックエンタテインメント
- TRANCE MAGIC Vol.1
- TRANCE MAGIC Vol.2
- TRANCE MAGIC Vol.3

#### その他
FISH TONE（中坪淳彦）アルバム
- FISH TONE（発売元：チャプター・ワン/digibeat、流通：日本コロムビア）
- KING JOE（同上）
- ノワイ・ユ（発売元：日本クラウン/GENESIS WORLD）
- 2006 SEPTEMBER
- REVIVE（1stアルバム「FISH TONE」のリマスタリング（正確には初期プロット段階）作品。そのためタイトルも「REVIVE」という）
- 2007 SEP
- RIOT OF ELECTRON

COWPOKES（高瀬一矢プロデュースのロックバンド）
発売元：キングレコード
- ROUGH TIME EVERYDAY

HARD STUFF（高瀬一矢と中沢伴行のユニット）
発売元：チャプター・ワン/digibeat、流通：日本コロムビア
- Luding Out

WORM WORLD（高瀬一矢のI've以前のユニット名）
- FUCK ME（発売元：ファクトリーレコーズ。アナログレコード。「regret」収録の同名の楽曲とは全く異なる）
- EURO1（発売元：チャプター・ワン/digibeat、流通：日本コロムビア）
- EURO2（同上）
- EURO3（同上）
- EURO4（同上）
- F・T・M（WEA Japanより発売された「NEO TECHNO DX」に収録）

F.T.K.
- IF YOU WERE HERE - JENNIFER（DanceDanceRevolutionに収録されたことで有名。作詞は小室みつ子）
- IS THIS THE WAY YOU KILL A LOVE - GINA
- DEAD MY HEART（テイチクより発売された「SUPER DANCE POP Imp@ct」に収録）

※発売元がビジュアルアーツの作品は、基本的にゲーム流通に乗るため、大手レコード店では販売されないので注意が必要。